# Avi Trattner
Avi Trattner est un artiste peintre né en Israël en 1948 et décédé en 2011.

## Biographie
Avi Trattner a vécu et travaillé à Tel Aviv-Jaffa et exposé à la Galerie Univer en janvier 2009. En France, il a également exposé au musée galerie de la Seita ,.